# Министерство транспорта Дании
Министерство транспорта Дании отвечает за координацию и реализацию транспортной политики Дании.

## История
Министерство транспорта было основано в 1900 году под названием Министерство общественных работ. В 1987 году оно сменило название на Министерство транспорта. С 1988 по 1989 год официально называлось Министерство транспорта и связи. В 2005 году энергетический сектор был отделен от Министерства окружающей среды и присоединился к Министерству транспорта, а название было изменено на Министерство транспорта и энергетики; в 2007 году энергетический отдел был переведен в то, что сейчас известно под названием Министерство климата и энергетики.